# Zdeňka Šilhavá
Zdeňka Bartoňová-Šilhavá (Krnov, 15 juni 1954) is een voormalige Tsjecho-Slowaakse discuswerpster. Na de opdeling van Tsjecho-Slowakije op 1 januari 1993 kwam zij uit voor Tsjechië. Zij verbeterde op 26 augustus 1984 het wereldrecord bij het discuswerpen en zette het op 74,56 m. Tot op heden is dit het nationale record van Tsjechië (peildatum februari 2013). Šilhavá kwam uit op drie Olympische Spelen, tweemaal voor Tsjecho-Slowakije en eenmaal voor Tsjechië, maar bij geen van deze gelegenheden wist zij eremetaal te veroveren. 

## Loopbaan
Šilhavá trad voor het eerst in de internationale schijnwerpers op de Olympische Spelen van 1980 in Moskou, toen zij bij het kogelstoten als tiende eindigde met een verste stoot van 18,40, gevolgd door een elfde plaats bij het discuswerpen met 57,78. 
Drie jaar later, in 1983, was zij eveneens in Helsinki present op de eerste wereldkampioenschappen die ooit werden gehouden, waar zij bij het discuswerpen met 64,32 een zesde plaats veroverde. Saillant detail is, dat zij hiermee de pas afsneed van de Nederlandse Ria Stalman, die nu zevende werd. Stalman zou een jaar later olympisch kampioene worden bij ontstentenis van de atleten uit de Oostblok-landen, die deze Olympische Spelen boycotten. De Tsjecho-Slowaakse werd bovendien negende bij het kogelstoten.
Vier jaar later was Šilhavá er op de WK in Rome opnieuw bij. Ditmaal beperkte zij zich tot het discuswerpen, hetgeen niet kon verhinderen dat zij, precies als bij de vorige gelegenheid, opnieuw zesde werd. Ook haar verste worp week nauwelijks af van die in Helsinki: 64,82.   
In 1988 vertegenwoordigde Zdeňka Šilhavá Tsjecho-Slowakije ook op de  Olympische Spelen in Seoel, waar zij bij het discuswerpen met een afstand van 67,84 alweer een zesde plaats veroverde. Bovendien werd zij elfde bij het kogelstoten met 18,86.
Het bleken haar beste resultaten op internationaal niveau. Want hoewel Šilhavá nog lang doorging en op nationaal niveau, ook na de opsplitsing van Tsjecho-Slowakije in Tsjechië en Slowakije, nog vele titels veroverde en zelfs in 1996, nu voor Tsjechië, aan de Olympische Spelen in Atlanta deelnam, bereikte zij nooit meer het niveau dat zij in 1984 ten tijde van haar wereldrecordworp had bereikt.
Voor Zdeňka Šilhavá had de boycot van de Olympische Spelen van 1984 op het slechtst denkbare moment plaatsgevonden.

## Titels
- Tsjecho-Slowaaks kampioene kogelstoten - 1980
- Tsjecho-Slowaaks kampioene discuswerpen - 1981, 1982, 1983, 1984, 1985, 1987
- Tsjechisch kampioene kogelstoten - 1995, 1996, 1997, 1999, 2000
- Tsjechisch kampioene discuswerpen - 1995, 1999
- Tsjecho-Slowaaks indoorkampioene kogelstoten - 1979, 1980, 1983
- Tsjechisch indoorkampioene kogelstoten - 1993, 1995, 1996, 1997, 1998, 2000

## Persoonlijke records
Outdoor
| Onderdeel    | Prestatie                  | Datum            | Plaats |
| ------------ | -------------------------- | ---------------- | ------ |
| kogelstoten  | 21,05 m                    | 23 juli 1983     | Praag  |
| discuswerpen | 74,56 m (ex-WR; nat. rec.) | 26 augustus 1984 | Nitra  |

Indoor
| Onderdeel   | Prestatie | Datum            | Plaats |
| ----------- | --------- | ---------------- | ------ |
| kogelstoten | 16,49 m   | 13 februari 2000 | Praag  |

## Palmares

### kogelstoten
- 1980: 10e OS - 18,40 m
- 1983: 9e WK - 19,00 m
- 1988: 11e OS - 18,86 m

### discuswerpen
- 1980: 11e OS - 57,78 m
- 1983: 6e WK - 64,32 m
- 1987: 6e WK - 64,82 m
- 1988: 6e OS - 67,84 m
- 1993: 11e in kwal. WK - 56,38 m
- 1995: 10e in kwal. WK - 57,16 m
- 1996: 10e in kwal. OS - 59,24 m